# 국도 제30호선 (미국)
미국 국도 제30호선(U.S. Route 30)은 미국 국토의 동서를 잇는 국도이다. 총연장은 3073 마일로 미국에서 6호선, 20호선에 이어 3번째로 긴 국도이다.
서쪽의 오리건주 애스토리아에서 시작되어 동쪽의 뉴저지주 애틀랜틱시티에 이른다.
샌프란시스코-뉴욕을 잇는 미국 최초의 대륙 횡단 고속도로인 링컨 하이웨이(Lincoln Highway)의 대부분의 구간이 30호선에 속해 있다.

## 주별 구간

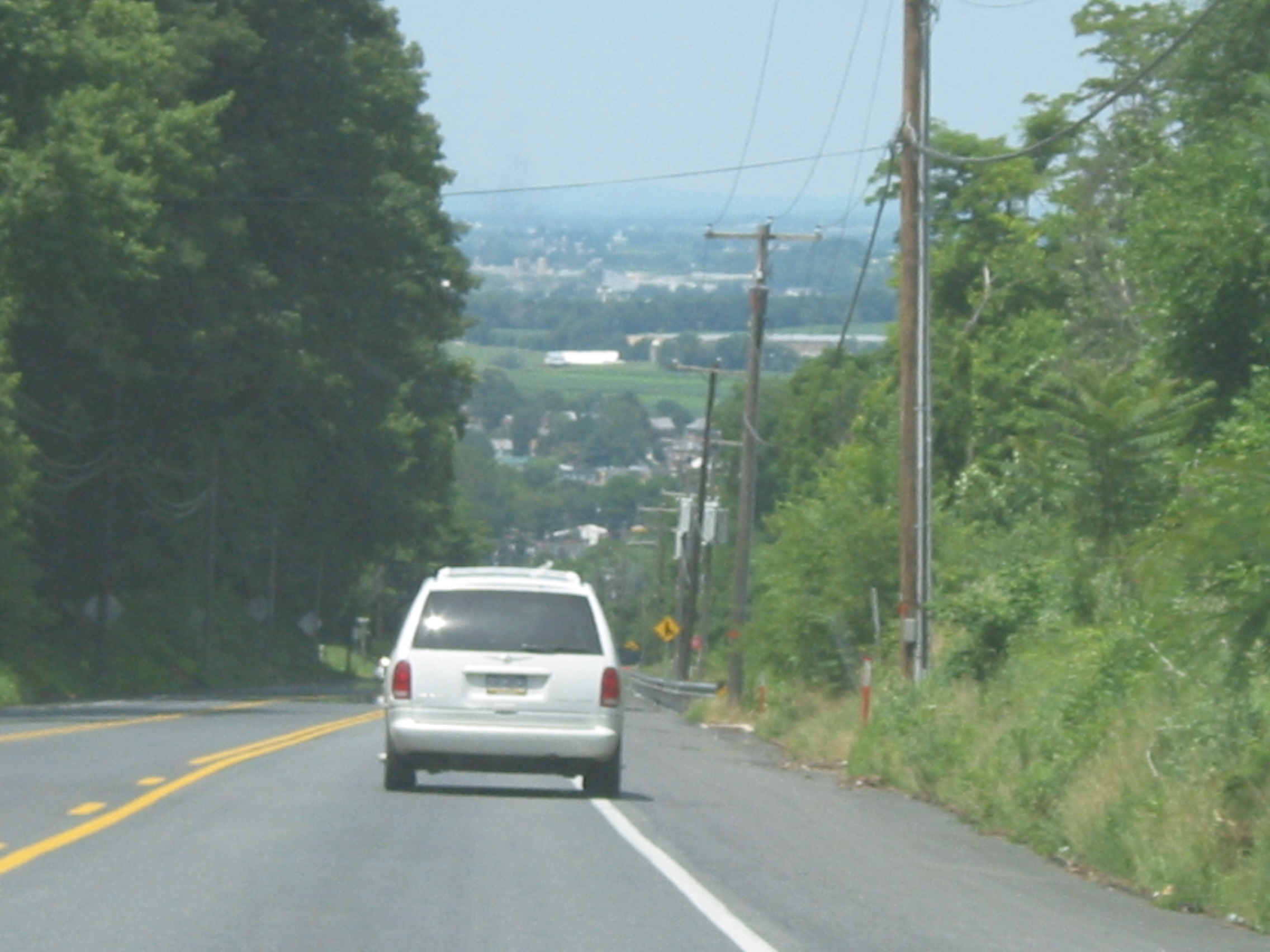
국도 30호선의 펜실베이니아주 랭카스터군 부근

|              | 마일(mi) | 킬로미터(km) |
| ------------ | -------- | ------------ |
| 오리건       | 477.47   | 768.41       |
| 아이다호     | 415.55   | 668.77       |
| 와이오밍     | 454.37   | 731.24       |
| 네브래스카   | 451      | 726          |
| 아이오와     | 330.43   | 531.77       |
| 일리노이     | 151.32   | 243.53       |
| 인디애나     | 151.8    | 244.3        |
| 오하이오     | 245.39   | 394.92       |
| 버지니아     | 4        | 6            |
| 펜실베이니아 | 324      | 521          |
| 뉴저지       | 58.26    | 93.76        |
| 합계         | 3064     | 4930         |

## 같이 보기
- 링컨 하이웨이